# Oostenrijks-Hongaarse gulden
De Oostenrijks-Hongaarse Gulden (Duits: Österreichisch-ungarischer Gulden, Hongaars: Osztrák-magyar forint) was de munteenheid van de dubbelmonarchie Oostenrijk-Hongarije. De valuta werd gebruikt van 1754 tot 1892, waarna de Oostenrijkse kroon werd ingevoerd. Eén gulden was onderverdeeld in 60 kreuzer (Hongaars: krajczar). De naam Gulden werd op de bankbiljetten gebruikt, op munten stond veelal de naam Forint.
Munten waren er van: 5/10, 1, 4 (van koper), 10, 20 kreuzer, 1, 2 (van zilver), 4 en 8 (van goud) forint. En er waren bankbiljetten van: 1, 5, 10, 50, 100 en 1000 gulden.